# National Lampoon's Christmas Vacation
National Lampoon's Christmas Vacation (bra: Férias Frustradas de Natal) é um filme estadunidense de 1989, do gênero comédia natalina, dirigida por Jeremiah S. Chechik e Charles Picerni, Sr., com roteiro de John Hughes.
Este terceiro filme da série Vacation é estrelado por Chevy Chase, Beverly D'Angelo e Randy Quaid, com Juliette Lewis e Johnny Galecki como os filhos Griswold Audrey e Rusty, respectivamente.
Desde o seu lançamento em 1989, Christmas Vacation tem sido muitas vezes rotulado como um clássico de Natal moderno.

## Sinopse
Com o Natal apenas algumas semanas de distância, morador de Chicago Clark Griswold (Chevy Chase) decide que é hora de começar uma árvore de Natal. Ele reúne sua esposa Ellen (Beverly D'Angelo), filha Audrey (Juliette Lewis) e seu filho Russ (Johnny Galecki) na caminhonete da família e sai pelo país onde ele escolhe uma árvore enorme, mas percebe que ele não trouxe um machado ou serra; isto obriga a família para puxar a árvore para fora do solo gelado.
Logo depois, ambos os pais de Ellen e Clark chegam para passar o Natal, mas suas brigas rapidamente começa a incomodar a família. Clark, no entanto, mantém uma atitude positiva, determinado a ter uma "boa e velha família de Natal". Ele cobre todo o exterior da casa com milhares de luzes brilhantes, que não conseguem trabalho no primeiro, como ele acidentalmente usa fios através de interruptor de luz de sua garagem. Quando, finalmente, vamos lá, eles causam temporariamente a falta de energia em toda a cidade e causar estragos para vizinhos Yuppie de Clark, Todd (Nicholas Guest) e Margo (Julia Louis-Dreyfus). Enquanto estava no gramado da frente admirando as luzes, Clark fica chocado ao ver a prima de Ellen, Catherine (Miriam Flynn) e seu marido o primo Eddie (Randy Quaid), que eles chegam sem avisar com seus filhos, Rocky e Ruby Sue. Eddie depois admite que tem vivido em uma dilapidado RV, como ele está quebrado e foi forçado a vender sua casa. Clark se oferece para comprar presentes para as crianças de Eddie, para ajudá-los a ter um bom Natal.
Com o Natal se aproximando rapidamente, Clark começa a se perguntar por que seu chefe, Frank Shirley (Brian Doyle-Murray), não lhe deu o seu bônus anual, o que ele precisa desesperadamente para substituir um adiantamento que ele fez para colocar em uma piscina, uma vez no chão descongelado. Depois de um jantar desastroso de véspera de Natal, ele finalmente recebe um envelope de um mensageiro da empresa, que tinha esquecido no dia anterior. Em vez de o bônus presumido, porém, o envelope contém a associação de um ano livre para o Jelly do clube do mês. Isso leva Clark para agarrar e ir em um discurso inflamado sobre seu chefe, incluindo uma "ideia de presente do Natal de última hora": ter seu chefe aqui, com uma grande fita na cabeça, para que ele possa insultá-lo. Eddie toma para si e dirigir até a casa de Frank e sequestra-lo. Ele traz de volta para a casa onde Clark Griswold é inicialmente surpreso antes de confrontá-lo sobre o subsídio de Natal. Enquanto isso, a esposa de Frank chamou a polícia, e uma equipe da SWAT aparece na casa dos Griswolds e encontram a família com uma arma. Frank decide retirar as acusações e explica a situação para a esposa e as autoridades (que tanto repreendê-lo por sua decisão de descartar os bônus). Ele, então, retoma bônus de todos, incluindo Clark (ao adicionar vinte por cento em relação ao ano anterior, fazendo com que Clark desmaiasse de choque).
A família vai para fora, com Rocky e Ruby Sue acreditando que viram Papai Noel na distância. Clark diz a eles que é, na verdade, a Estrela de Natal e que este era "o que importa hoje à noite e não bônus, árvores, perus ou presentes". Mas o tio Lewis (William Hickey) diz que a luz está vindo da estação de tratamento de esgoto; Clark se lembra de um incidente anterior, onde Eddie tinha sido despejado do esgoto em um bueiro. Mas antes que ele possa fazer qualquer coisa, tio Lewis joga o jogo de lado, o que provoca uma explosão que envia-lhe o vôo e toda a família para o chão. Tia Betânia (Mae Questel), que é totalmente senil, passa a cantar o Star Spangled Banner e toda a família se junta, olhando para o Papai Noel de Clark e conjunto de rena, ainda em chamas e voar para a distância (ela ainda disse que a "promessa de fidelidade" como graça para o jantar). Toda a família Griswold, os Shirleys e os membros da equipe SWAT então celebrando dentro da casa, enquanto Clark está fora, alegremente, sorrindo para as estrelas e dizendo: "Eu fiz isso".

## Elenco
- Chevy Chase .... Clark Wilhelm "Sparky" Griswold, Jr.
- Beverly D'Angelo .... Ellen Smith Griswold
- Juliette Lewis .... Audrey Griswold
- Johnny Galecki .... Rusty "Russ" Griswold
- John Randolph .... Clark Wilhelm Griswold, Sr.
- Diane Ladd .... Nora Griswold
- E.G. Marshall .... Arthur "Art" Smith
- Doris Roberts .... Frances Smith
- Randy Quaid .... Pimo Edward "Eddie" Johnson
- Miriam Flynn .... Primo Catherine Johnson
- Cody Burger .... Primo Rocky Johnson
- Ellen Hamilton Latzen .... Primo Ruby Sue Johnson
- William Hickey .... Tio Lewis
- Mae Questel .... Aunt Bethany
- Sam McMurray .... Bill
- Nicholas Guest .... Todd Chester
- Julia Louis-Dreyfus .... Margo Chester
- Brian Doyle-Murray .... Mr. Frank Shirley

## Recepção

### Bilheteria
O filme estreou em # 2 na bilheteria enquanto arrecadando $11,750,203 durante o fim de semana de abertura, atrás de Back to the Future Part II. O filme finalmente liderou as paradas de bilheteria em sua terceira semana de lançamento e permaneceu # 1 na semana seguinte. Ele faturou um total de $71,319,546 nos Estados Unidos ao mesmo tempo mostrando nos cinemas.

### Resposta da crítica
Na época do lançamento do filme, o filme recebeu mistas com críticas positivas; No entanto, ao longo do tempo, muitos citaram como um clássico de Natal. Rotten Tomatoes relata que 63% de 35 críticos de cinema deram ao filme uma crítica positiva, com uma classificação média de 6.2 em 10.
Revista de entretenimento Variety respondeu positivamente ao filme afirmando: "Tarifa familiar sólida com muita yocks, National Lampoon's Christmas Vacation  é Chevy Chase e ninhada fazendo o que eles fazem melhor. Apesar do título, que a liga a anteriores fotos da série de férias caminhadas, esta terceira entrada está firmemente enraizada na herdade da família Griswold, onde Clark Griswold (Chase) está envolvido em uma tentativa típica ultrapassando-se a dar a sua família um perfeito, Natal antiquado". Rita Kempley do The Washington Post deu o filme uma crítica positiva, explicando que "vai provar pater-familiar para os fãs do original de 1983 e a sequência de European Vacation. Só que é um pouco mais extravagante".
Janet Maslin do The New York Times deu ao filme uma crítica medíocre explicando que o "terceiro olhar para a família americana média-quintessência Griswold, liderada por Clark e muito paciente Ellen é apenas uma sombra cansado das férias do original National Lampoon's Vacation". Maslin chegou a dizer que "a melhor coisa que o novo filme faz é trazer de volta o primo Eddie, o astuto, preguiçoso que rouba a cena repugnante cujos hábitos são uma fonte de diversão considerável". Roger Ebert do Chicago Sun-Times deu ao filme duas de quatro estrelas, dizendo: "O filme é curioso em quão perto se trata de entregar em seu material: seqüência após seqüência parece conter todo o material necessário, para estar bem no caminho em direção a uma recompensa, e, em seguida, de alguma forma, não funciona".

## Música
Trilha sonora do filme foi composta por Angelo Badalamenti. Este é o único filme da série Vacation onde não tem a canção de Lindsey Buckingham "Holiday Road". Em seu lugar está uma canção intitulada "Christmas Vacation", que foi escrita para o filme pelo time de compositores marido-esposa de Barry Mann e Cynthia Weil e realizada por Mavis Staples dos The Staple Singers fama. A canção foi regravada em 2007 pela estrela do High School Musical Monique Coleman para o álbum natalino de 2007 Disney Channel Holiday.
Apesar de várias canções populares estar presente no filme, sua trilha sonora não foi lançada. Em 1999, cópias piratas de "10th Anniversary Limited Edition" começaram a aparecer em sites de leilões na Internet, com a alegação de que a Warner Brothers e RedDotNet tinham feito 20,000 CDs para funcionários Six Flags Magic Mountain para dar aos clientes que entrassem no parque. Os discos foram contados individualmente de "20,000" e foram vendidos com a maioria das músicas no filme, juntamente com determinados cortes de diálogo. Fóruns em sites de música filme como SoundtrackCollector e Movie Music declararam que o disco era para ser um bootleg juntados por um fã, devido às suas imprecisões. Por exemplo, o corte, "Christmas Vacation Medley" (que diz ser o trabalho do compositor Angelo Badalamenti), é realmente uma faixa chamada "Christmas at Carnegie Hall" de Home Alone 2: Lost in New York do compositor John Williams e não faz contêr qualquer trilha de Christmas Vacation de Badalamenti.

## Sequências
Esta é a única sequência da série Vacation a ter gerado a sua própria sequência direta: um feito para a TV de 2003, intitulada National Lampoon's Christmas Vacation 2: Cousin Eddie's Island Adventure. Randy Quaid e Miriam Flynn voltaram como Eddie e Catherine, juntamente com Dana Barron novamente aparecendo como Audrey, a quem ela interpretou em  National Lampoon's Vacation, e Eric Idle, que fez "o cavaleiro da bicicleta" no European Vacation reprisa o papel, só que desta vez a ser creditado como "homem britânico no avião". Christmas Vacation é precedido na série Vacation por:
- National Lampoon's Vacation (1983)
- National Lampoon's European Vacation (1985)

Christmas Vacation é seguido na série por:
- Vegas Vacation (1997)
- National Lampoon's Christmas Vacation 2 (2003)
- Hotel Hell Vacation (2010)